# Gościniec (Kocina)
Gościniec – część wsi Kocina w Polsce położona w województwie świętokrzyskim, w powiecie kazimierskim, w gminie Opatowiec.
W latach 1975–1998 Gościniec administracyjnie należał do województwa kieleckiego.